# Kirche Zum Vaterhaus

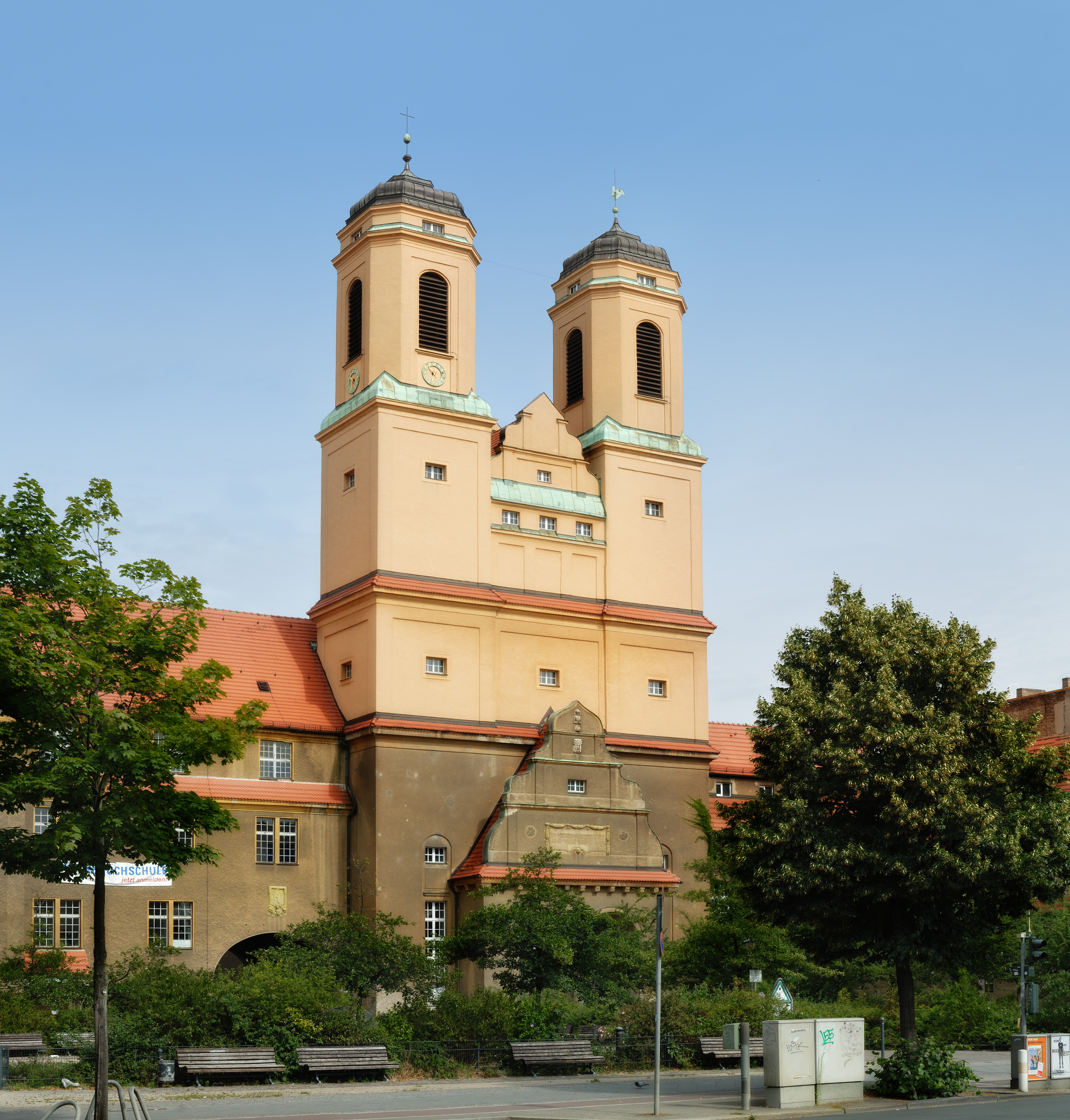
Kirche Zum Vaterhaus, 2008

Die Kirche Zum Vaterhaus ist eine evangelische Kirche im Berliner Ortsteil Baumschulenweg. Sie befindet sich in der Baumschulenstraße und wurde 1911 als erstes Gotteshaus in Treptow eingeweiht. Der Entwurf für die Kirche stammte von den Berliner Architekten Heinrich Reinhardt und Georg Süßenguth, die auch die Pläne für das Rathaus Treptow entwarfen.

## Geschichte

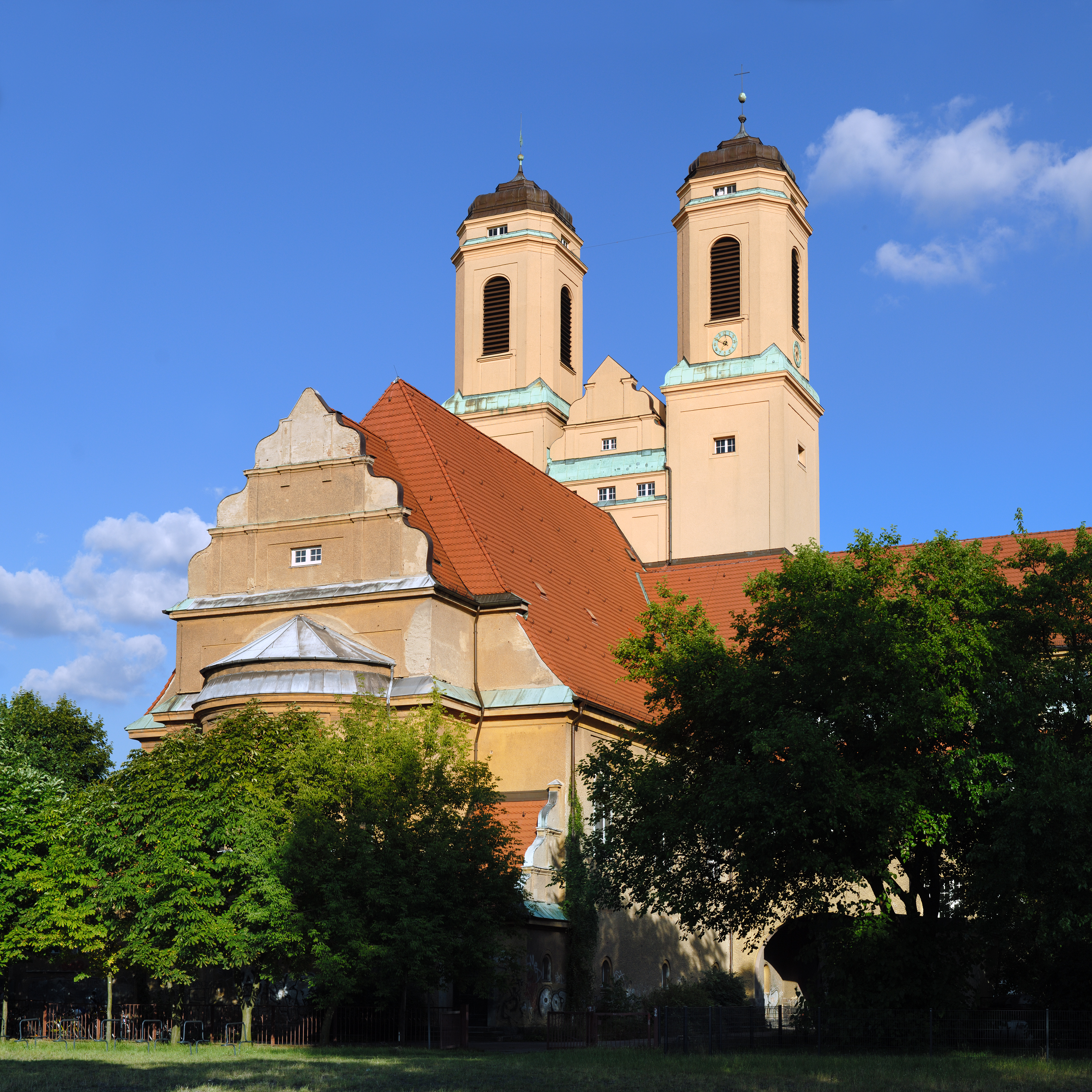
Rückansicht, 2008

Kirchenrechtlich gehörte die Kirchengemeinde seit dem 19. Jahrhundert zu Stralau-Rummelsburg. Der Gottesdienst fand daher regulär in der Dorfkirche Stralau auf der Berliner Halbinsel Stralau statt; jedoch war die Anreise für die Gläubigen über die Spree sehr mühsam. Dies änderte sich auch nicht, als die rund 600 Einwohner fassende Landgemeinde Treptow gebildet wurde. Daher nutzte der Rummelsburger Pfarrer Schläger ab 1891 angesichts der steigenden Bevölkerungsentwicklung das örtliche Schulhaus in der Neuen Krugallee für den Gottesdienst. Ab 1892 übernahm Pfarrer Kessner diese Aufgabe, bis im Jahr 1901 endlich ein eigener Seelsorger berufen wurde. Pfarrer Theile verlegte den Gottesdienst in die neue Schule an der Kiefholzstraße. Doch erst fünf Jahre später erhielt die Kirchengemeinde eine eigene Pfarrstelle mit Johann Ahlenstiel als ersten Pfarrer. Unmittelbar nach der Gründung der Kirchengemeinde entstand ein Kirchenbauverein, der auf eine breite Unterstützung in der Gemeinde zählen konnte, beispielsweise durch den Lehrerverein, den Kriegerverein oder durch die Freiwillige Feuerwehr. Dem Ortsvorsteher und Kirchenältesten der Gemeinde, Paul Schablow, gelang es, das Grundstück kostenfrei von der Gemeinde Treptow zu erhalten. Allerdings war man dort nicht bereit, weitere Unterstützung zu leisten. Im Gegenteil, man verlangte von der Kirchengemeinde, das Gebäude in eine städtebauliche Gesamtanlage einzubinden. Die Ausschreibung von 1908 umfasste daher neben der eigentlichen Kirche auch die Errichtung zweier Schulen mit Turnhalle und Direktorenhaus. Dieses Los gewannen schließlich die Architekten Reinhardt und Süßenguth. So entstand eine in Berlin eher seltene Gemeinschaftsanlage, die sowohl eine kommunale wie auch kirchliche Nutzung umfasst.
Die Grundsteinlegung für die Kirche und das Gemeindehaus sowie die benachbarte Schule fand am 5. Mai 1910 statt. In nur 18 Monaten entstand so das Ensemble. Der Bau der Kirche sowie das Pfarrhaus mit einem kleinen Saal kostete rund 330.000 Mark (kaufkraftbereinigt in heutiger Währung: rund 2,3 Millionen Euro). Er umfasste neben einer Heizung bereits eine elektrische Beleuchtung. Die Einweihung der Kirche erfolgte am 12. November 1911 durch den Generalsuperintendenten Kessler im Beisein von Prinz August Wilhelm von Preußen, selbstständig wurde die Gemeinde jedoch erst am 1. April 1948. Im Jahr 1912 war das erste Schulgebäude errichtet. Auf das zweite Gebäude verzichtete man ebenso wie auf das geplante Gemeindehaus.
Im Zweiten Weltkrieg beschädigten alliierte Bombentreffer die Kirche in den Jahren 1941 und 1945. Die Gemeinde baute sie nach dem Ende des Krieges vor allem mit Hilfe von Spendengeldern wieder auf. Dabei verzichtete man auf eine vollständige Wiederherstellung der Ornamentik, sodass man das Bauwerk bereits am 27. November 1949 durch den Generalsuperintendenten Friedrich-Wilhelm Krummacher wieder eröffnen konnte. In den Jahren 1969–1971 erfolgte eine Sanierung des Daches. 1978 wurde das Gesamtensemble aus Kirche, Gemeindehaus und Schule unter Denkmalschutz gestellt. Im Jahr 1992 erfolgte eine Renovierung der Innenräume, die insbesondere die farbliche Wiederherstellung der Apsis umfasste. Ein Jahr später wurden die Fassade und vor allem die Türme renoviert. Ab 1995 erneuerte man den Verputz des Turmes und deckte das Dach mit Biberschwanz-Ziegeln neu ein.

## Architektur

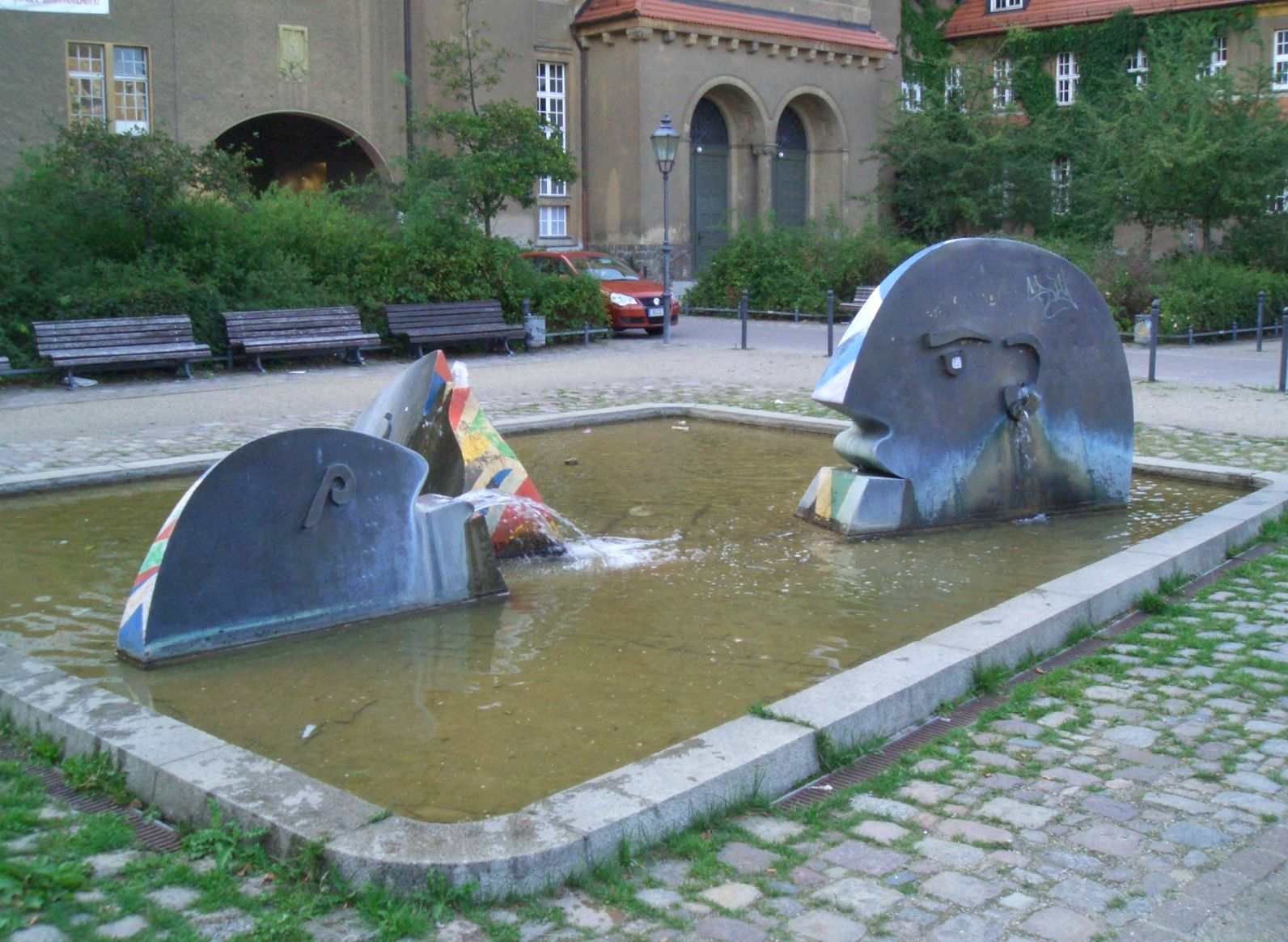
Wasserspeier Mutter Erde auf dem Kirchplatz in Berlin-Baumschulenweg, 1994

Betrachtet man das Ensemble von der Baumschulenstraße, so eröffnet sich dem Besucher eine dreiflügelige Anlage, die aus dem Schulgebäude von 1912 auf der linken Seite, der Kirche mit der auffälligen Doppelturmfront in der Mitte und dem Kirchgemeindehaus auf der rechten Seite besteht. Durch einen Torbogen zwischen Schule und Kirche gelangt man in das dahinter liegende Wohngebiet. Der Vorplatz wurde 1994 neu gestaltet; als zentrales Element fällt der Brunnen des Berliner Metallbildhauers Rüdiger Roehl mit dem Titel Mutter Erde ins Auge.

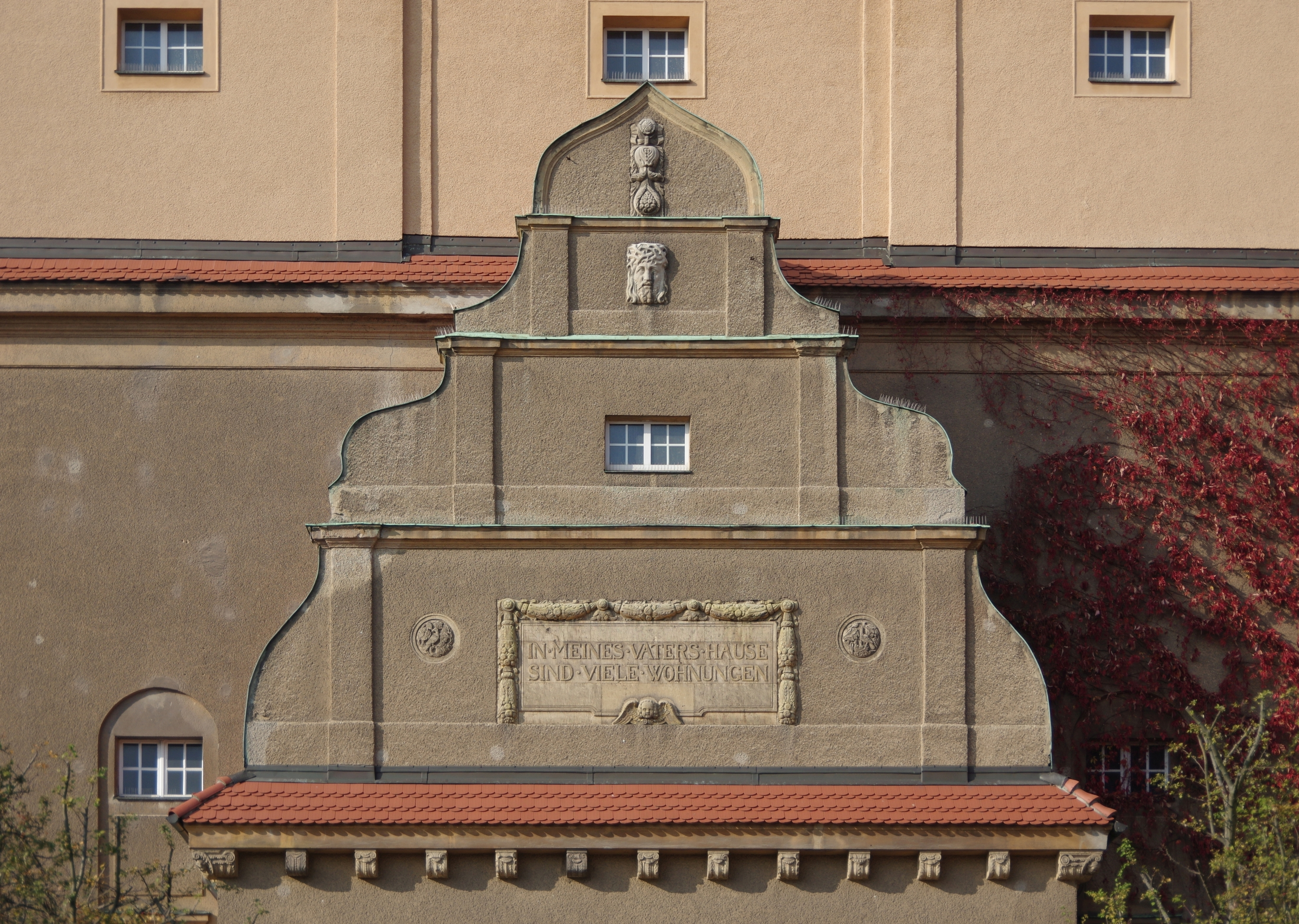
Eingangsportal

Die Kirche wurde im Jugendstil errichtet und ist mit einem beige-gelben Putz versehen. Beide Türme sind 47 m hoch und werden durch ziegelbelegte Gesimse gegliedert. Sie nehmen die Höhenlinien der angrenzenden Flügelbauten auf. Sie wirken dadurch deutlich kleiner als sie es in Wirklichkeit sind. Zwischen den beiden Türmen befindet sich ein niedrigerer Schweifgiebel. Ursprünglich befanden sich in den Türmen drei Bronzeglocken, die im Ersten Weltkrieg eingeschmolzen wurden. Im Jahr 1926 ersetzte sie die Gemeinde durch drei Stahlglocken von Schilling & Lattermann mit dem Klangton Es – G – A. Wie ihre Vorgänger tragen sie die Inschrift „Wie heilig ist die Stätte“, „Hier ist nichts anderes, denn Gottes Haus“ sowie „Hier ist die Pforte des Himmels“. Darüber hinaus erhielten sie den Zusatz „Dem Vaterland geopfert 1917 – neuerstanden Weihnachten 1926“.
Die Doppeltüren mit einem Rundbogenportal, die als Hauptportal dienen, sind von einem weiteren Giebel in der Fassade bekrönt. Der Fassadenschmuck ist auf wenige Ornamente und Absätze begrenzt, der aus Kalkstein aus den Dolomiten besteht. Die Mittelsäule ist von ionischer Ordnung, darüber befinden sich zwei Medaillons mit dem Antlitz Jesu Christi sowie ein zentrales Schriftfeld mit einer Aussage des Johannesevangeliums, die der Kirche ihren Namen gab: „In meines Vaters Hause sind viele Wohnungen.“ (Johannes 14,2 )
Durch das Portal gelangt man in die mit einem schwarz-weißen Terrazzoboden ausgelegte Vorhalle. Die Wände sind mit wenigen spätklassizistischen Reliefbändern und einer sparsamen Putzornamentik geschmückt. Durch zwei Kassettentüren gelangt man in den dreischiffigen Innenraum. Er ist in ein Mittelschiff mit hölzernem Tonnengewölbe und zwei Seitenschiffe mit massiven Rundbogengewölben gegliedert und bietet rund 700 Sitzplätze. Der Chor liegt im Nordwesten, da die Kirche auf Grund der städtebaulichen Gegebenheiten nicht geostet ist. An drei hell gestalteten und mit einem Kratzputz versehenen Längswänden befindet sich eine durchgehende hölzerne Empore, die an der Eingangsseite durch eine zweite Orgelempore erweitert wird. Sie werden durch kleine Rundbogenfenster beleuchtet. Die Emporen sind, wie auch das Gestühl, mit schlichten floralen Elementen gestaltet.

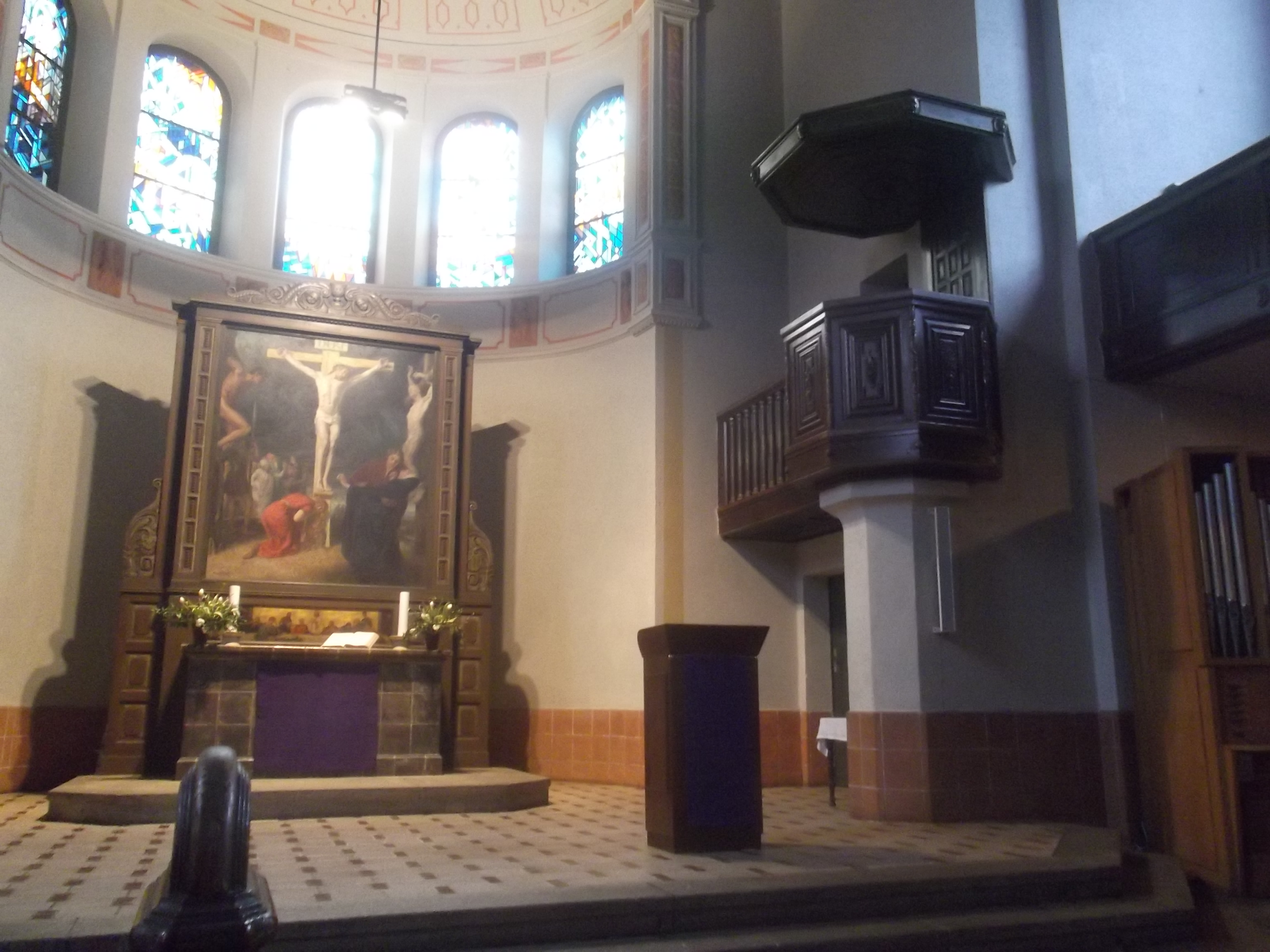
Altar und Kanzel

Der Altarraum wurde um zwei Stufen angehoben. Links befindet sich der achteckige Taufstein, rechts die ebenfalls achteckige Kanzel mit einem Schalldeckel aus Nadelholz. Der gemauerte Altar mit einem Holzaufbau für die Predella mit dem Abendmahl Jesu und das Altarbild mit der Kreuzigung Christi steht in der Apsis, dessen Kalotte mit den Evangelisten ausgeschmückt ist. Beide Bilder stammen vom Schöneberger Maler Friedrich Georg William Pape (1859–1920). Das Altarfenster schuf 1966 der Schönebecker Künstler Christof Grüger, der beispielsweise auch für die St.-Jakobi-Kirche tätig war. Es trägt den Titel Himmlische Stadt und besteht aus fünf jeweils dreigeteilten Segmenten, die mit blauen, weißen, gelben und orangefarbenen Glassplittern gestaltet wurden und an die Offenbarung erinnern sollen. In den geschwungenen Linien vereinigt sich der Erdkreis mit dem Neuen Jerusalem.

## Ausstattung
Das bemerkenswerteste Stück ist ein Wallfahrtskreuz von 1911 aus Kevelaer sowie ein dreiteiliges Hochzeitsgestühl. Unterhalb der Empore befindet sich ein dreiteiliges Wandmosaik von Gottfried Heinersdorff aus dem Jahr 1925, das an die Gefallenen aus dem Ersten Weltkrieg erinnert. Es zeigt die Auferstehung Jesu Christi und das ewige Leben sowie im linken Bereich den Text:
„GRÖSSERE/LIEBE/KANN/NIEMAND/HABEN/DENN/DIE/DASS/ER/SEIN/LEBEN/LASST/FÜR/SEINE/FREUNDE“.
Er wird auf der rechten Seite weitergeführt:
„DEM/ANDENKEN/UNSERER/OPFER/IM/WELTKRIEGE/1914/1918/DIEKIRCHENGEMEINDE//BERLIN-TREPTOW/1925//“.
Zur originalen Ausstattung gehören darüber hinaus zwei bronzierte, 24-armige Kronleuchter im Kirchenraum sowie ein achtarmiger Leuchter an der Orgel aus dem Jahr 1911. Der Altar und der Taufstein sind noch im Original vorhanden, ebenso eine versilberte Taufschale, die der Treptower Kommunalverein 1911 zur Einweihung stiftete. Daneben existierten weitere sakrale Geräte wie zwei Kelche, eine Kanne, eine Patene sowie eine Dose für Hostien. 1971 kamen vier Altarleuchter sowie ein Abendmahlsgeschirr aus Messing von Helmut Senf hinzu.
Die Orgel stammt von der Firma Dinse aus Berlin und verfügt über zwei Manuale mit 31 Registern. Der Prospekt ist wie der Schalldeckel der Kanzel aus dunkel gebeiztem Nadelholz gebaut. Allerdings wurden hier einige barocke Verzierungen angebracht. Sie wurde im Krieg beschädigt und konnte bislang nicht wieder restauriert werden. Die Gemeinde behilft sich daher seit 1972 mit einer Sauer-Orgel, die neben dem Altarraum aufgestellt ist.